# エリク・アールストランド
エリク・メルケル・アールストランド（Erik Melker Ahlstrand , 2001年10月14日 - ）は、スウェーデン・ハッランド県ハルムスタッド出身のサッカー選手。ブンデスリーガ・FCザンクトパウリ所属。ポジションはMF。

## クラブ経歴

### ハルムスタッズBK
2011年に地元のハルムスタッズBKのユースアカデミーに入団。2019年にトップチームに昇格。4月2日のスーペルエッタン (2部リーグ)のヨンショーピング・ソードラIF戦で先発で起用され、プロデビュー。5月25日のデーゲルフォルシュIF戦では、後半30分にプロ初ゴールを記録。ルーキーシーズンの2019年シーズンは24試合2ゴールを記録。翌2020年シーズンは2部リーグで優勝し、アルスヴェンスカン昇格に貢献。以降も主力選手として活躍し、2022年9月には2024年までの契約延長に合意した。

### ザンクトパウリ
2024年1月27日、FCザンクトパウリへの移籍が発表された。

## 代表経歴
2017年から4年間、ユース世代のスウェーデン代表ですプレー。2024年1月にフル代表初招集。12日のエストニア戦で、後半32分に交代出場で代表デビュー。2-1で勝利した。